# Пашкевич Вадим Ігорович
Вадим Ігорович Пашкевич (27 липня 1951) — радянський і український звукорежисер. Член Національної спілки кінематографістів України.

## Біографічні відомості
Народився 27 липня 1951 року в родині режисера Ігора Пашкевича.
У 1978 році закінчив Київський політехнічний інститут. 
Працює на студії «Київнаукфільм».

## Фільмографія
Оформив стрічки: 
- «Жива земля» (1979)
- «Філософія і політика»
- «Як ви тут живете?» (1983)
- «Робоча година» (1984)
- «Маршрутами дружби» (1985)
- «Історія про дівчинку, яка наступила на хліб» (1986, мультфільм)
- «Будинок Дурова» (1986)
- «Постулат про красу»
- «Скіфи» (1987)
- «Стомлені міста» (1988)
- «Моя батьківщина — Крим» (1990)
- «Воскресіння мертвих»
- «Українці. Віра» (1991)
- «Українці. Надія» (1992)
- «Густиня», «Подорож у втрачене минуле» (1996)
- «„Як у нашого Омелечка невеличка сімеєчка...“» (1999, мультфільм, у титрах Д. Пашкевич, як Дмитро)
- «Зерно» (2000, мультфільм, у титрах Дмитро Пашкевич)
- «Ку…» (2001, мультфільм)
- «Світла особистість» (2001, мультфільм)
- «Компромікс» (2002, мультфільм)
- «Засипле сніг дороги…» (2004, мультфільм)
- «Будиночок для равлика» (2005, мультфільм)
- «Найменший» (2006, мультфільм) та ін.